# Église Saint-Vincent de Preignac
Pour les articles homonymes, voir Église Saint-Vincent.
L'église Saint-Vincent est une église catholique située dans la commune de Preignac, dans le département de la Gironde, en France.

## Localisation
L'église se trouve au cœur du village.

## Historique
L'édifice a été construit au XVIIIe siècle, de 1770 à 1854, en style néoclassique, et se singularise par son clocher en forme de dôme terminé par une petite coupole en plomb avec lanternon et pyramide d'amortissement ; il est inscrit au titre des monuments historiques par arrêté du 24 décembre 1925.
L'église abrite un orgue construit en 1864 par le facteur d'orgue Georges Wenner et le tuyautier-harmoniste Jean-Jacob Götty, restauré et agrandi en 1881 par Auguste Commaille, et à nouveau restauré et agrandi en 2005 par Bernard Cogez ; il est répertorié au titre des objets à l'inventaire des monuments historiques.

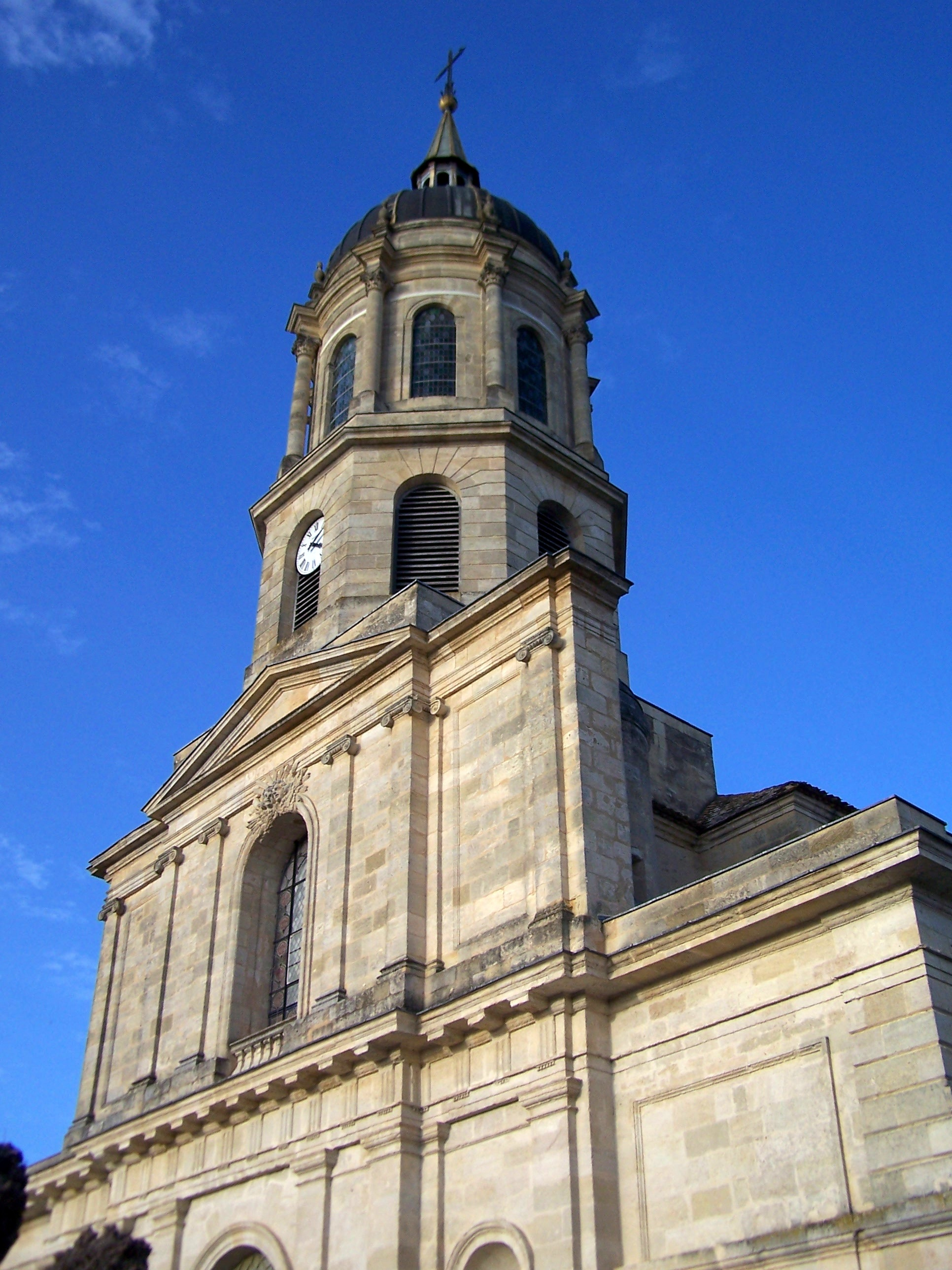
Vue sud-ouest (nov. 2012)
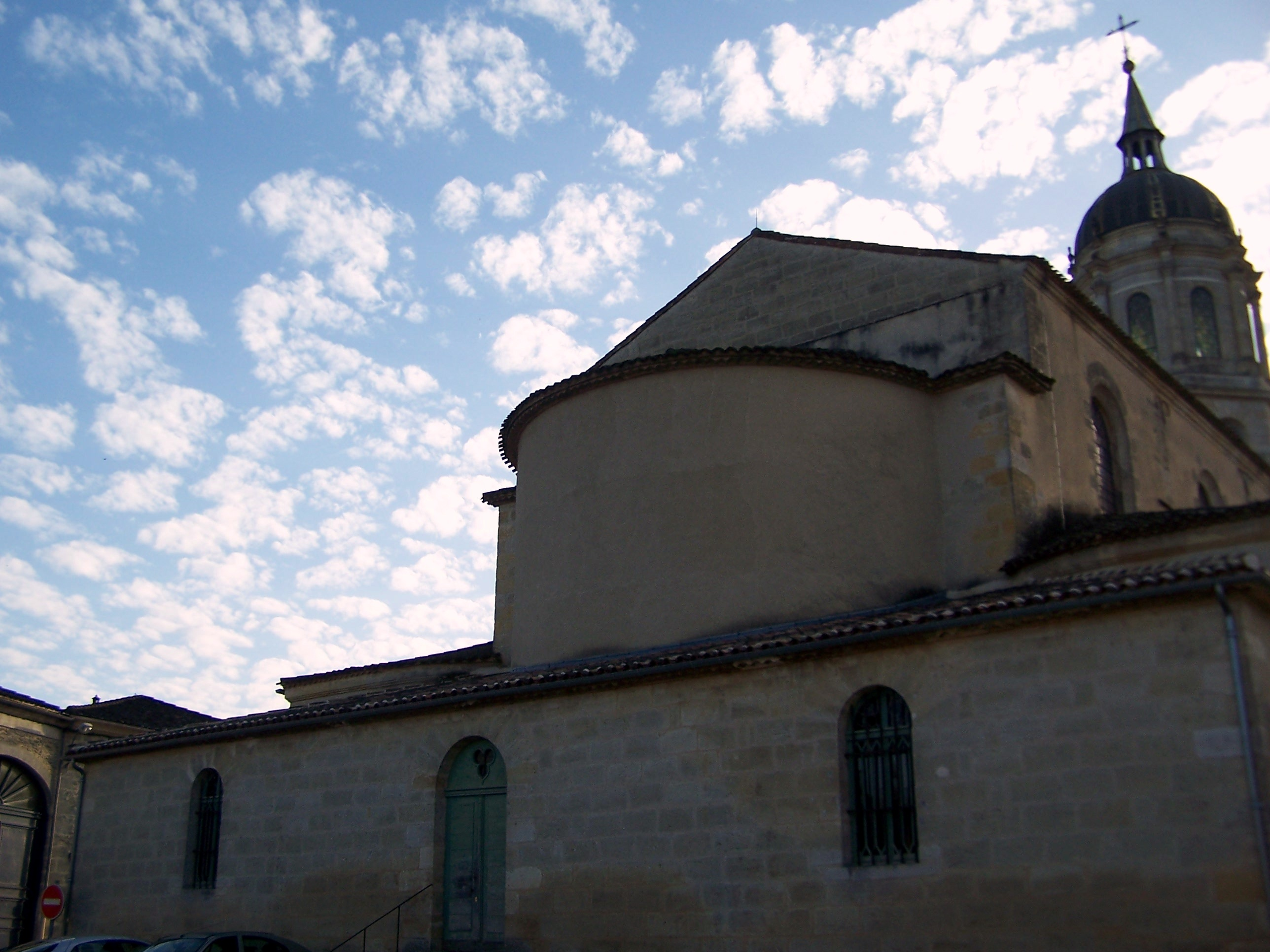
Le chevet, à l'est (nov. 2012)
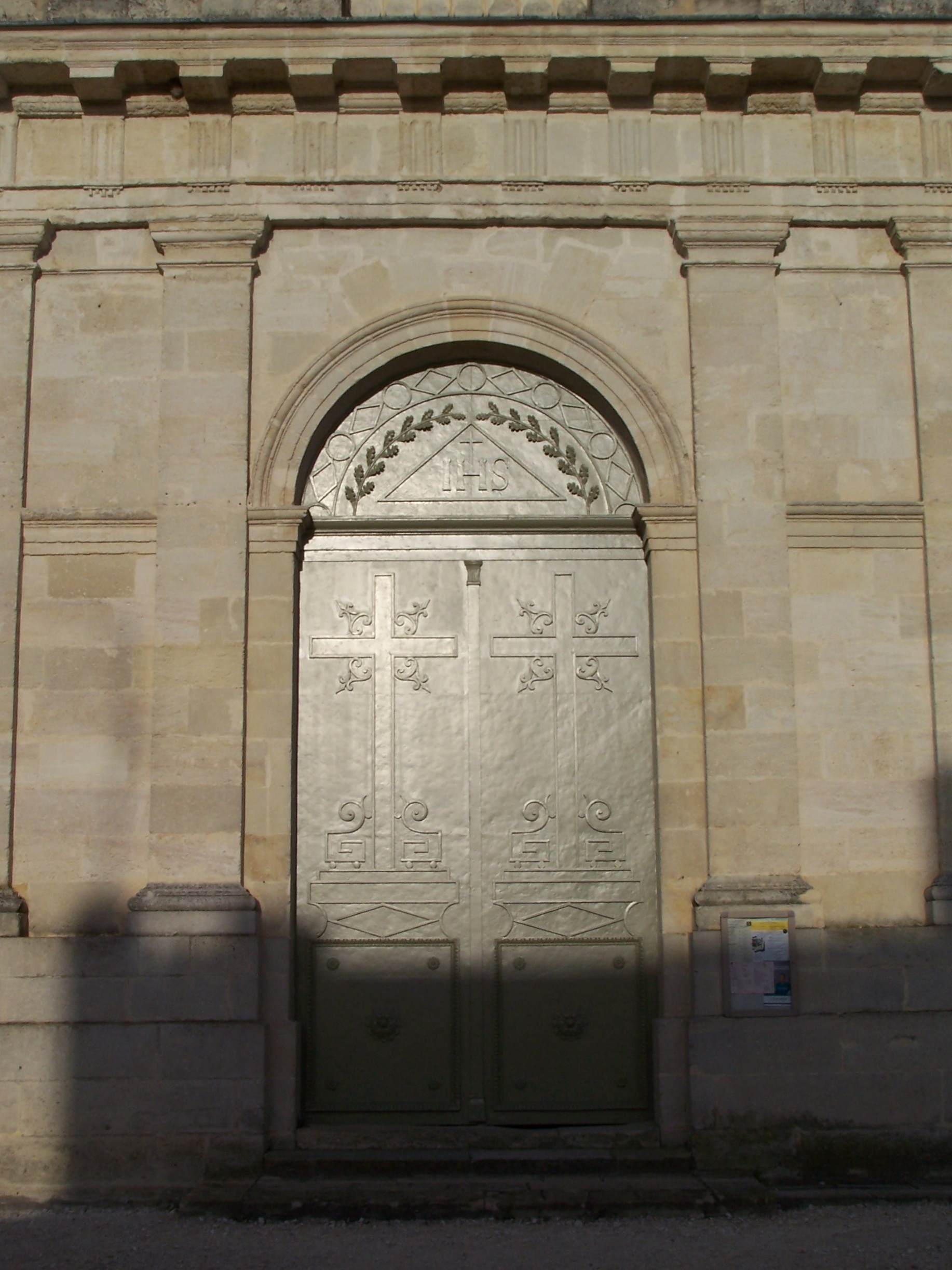
Le portail (nov. 2012)
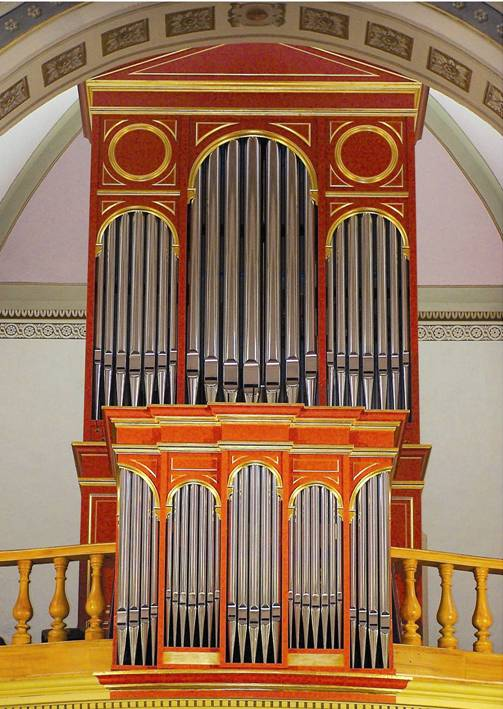
L'orgue (2005)